# Saint-Yrieix-la-Montagne
Saint-Yrieix-la-Montagne ist eine Gemeinde im Zentralmassiv in Frankreich. Sie gehört zur Region Nouvelle-Aquitaine, zum Département Creuse, zum Arrondissement Aubusson und zum Kanton Felletin. Sie grenzt im Norden an Vallière, im Osten an La Nouaille, im Süden an Saint-Marc-à-Loubaud, im Südwesten an Royère-de-Vassivière und im Nordwesten an Le Monteil-au-Vicomte.

## Bevölkerungsentwicklung
| Jahr      | 1962 | 1968 | 1975 | 1982 | 1990 | 1999 | 2008 | 2013 |
| --------- | ---- | ---- | ---- | ---- | ---- | ---- | ---- | ---- |
| Einwohner | 408  | 327  | 324  | 303  | 283  | 233  | 230  | 212  |

## Sehenswürdigkeiten
- Kirche Saint-Yrieix aus dem 17. Jahrhundert. Der Kirchturm gehörte zu einem Vorgängerbau und stammt aus dem 16. Jahrhundert.

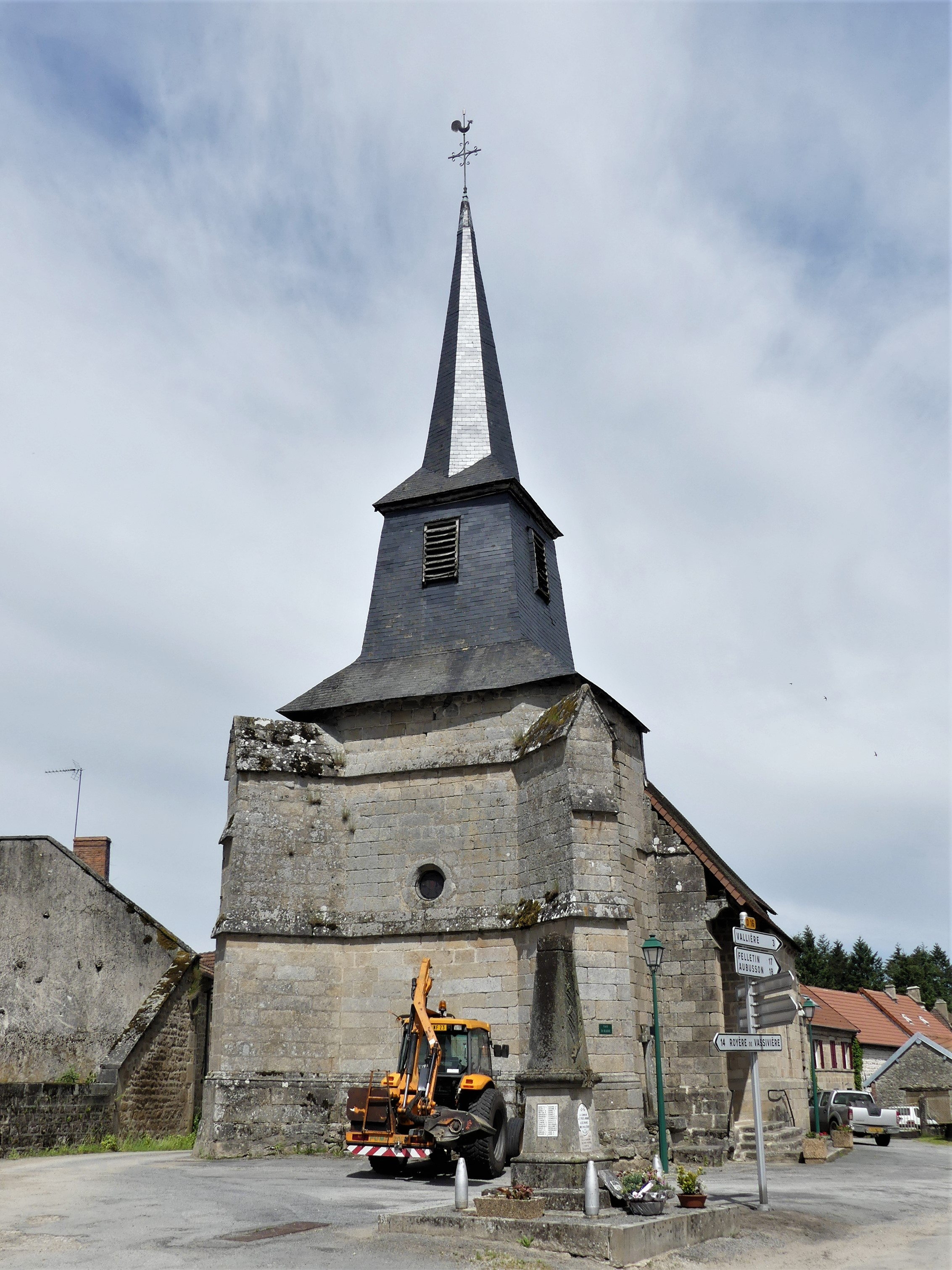
Kirche Saint-Yrieix